# Смоленская-Сенная площадь
Смоле́нская-Сенна́я пло́щадь — площадь в Москве на Садовом кольце в районах Хамовники и Арбат между Смоленским бульваром и Смоленской площадью. Нумерация домов — сквозная со Смоленским бульваром. Здесь расположено Министерство иностранных дел Российской Федерации.

## Происхождение названия
Образовалась в 20-х годах XIX века. Названа по находившемуся на ней сенному рынку — части Смоленского рынка, размещавшегося на протяженной Смоленской площади.

## Описание
Смоленская-Сенная площадь продолжает Смоленский бульвар от выхода на него Глазовского переулка из центра и Ружейного переулка со стороны Москвы-реки, проходит на север, перед зданием МИДа России образует со Смоленской улицей, выходящей на площадь слева, большой треугольный сквер, доходит до Арбата, за которым переходит в Смоленскую площадь.

## Здания и сооружения
По нечётной стороне:
- № 23—25 — Жилой дом (1950, архитекторы В. А. Сергеев, С. Д. Юсин)[1]. Строился как дом Министерства трудовых резервов СССР[2]. Здесь жил историк Анатолий Горский[3]. В доме ранее размещался кинотеатр «Стрела».
- № 27 — Жилой дом. Здесь жил биохимик Александр Браунштейн[4].
- № 27-29/1, строение 6 — Российская геофизическая компания;

По чётной стороне:
- № 28 — двухэтажное кирпичное здание 1888 г. постройки для бесплатной городской читальни.[5]
- № 30 стр.2 — Корпус № 1 МИД России (архитектор Сергей Горячев, Моспроект-2, мастерская № 15) — административное здание с теннисным кортом и бассейном[6].
- № 30 стр. 6 — Дом Несвицкой (1740-е — 1750-е, архитектор (предположительно) Матвей Казаков); корпус для подследственных при Рукавишниковском приюте (1890, архитектор Иван Митин); Храм во имя Свт. Николая Чудотворца в Рукавишниковском исправительном приюте для подростков-правонарушителей (1879, архитектор Александр Обер)
- № 30 стр.3 — Здание бывшей жандармерии, 1900 г.[5]
- № 32—34 — Здание Министерства иностранных дел России (МИД России, 1953, архитекторы Владимир Гельфрейх, Михаил Минкус, инженер Григорий Лимановский)[1]; Центральная научная библиотека МИД РФ; Комиссия РФ по делам ЮНЕСКО.